# Бэйянская армия

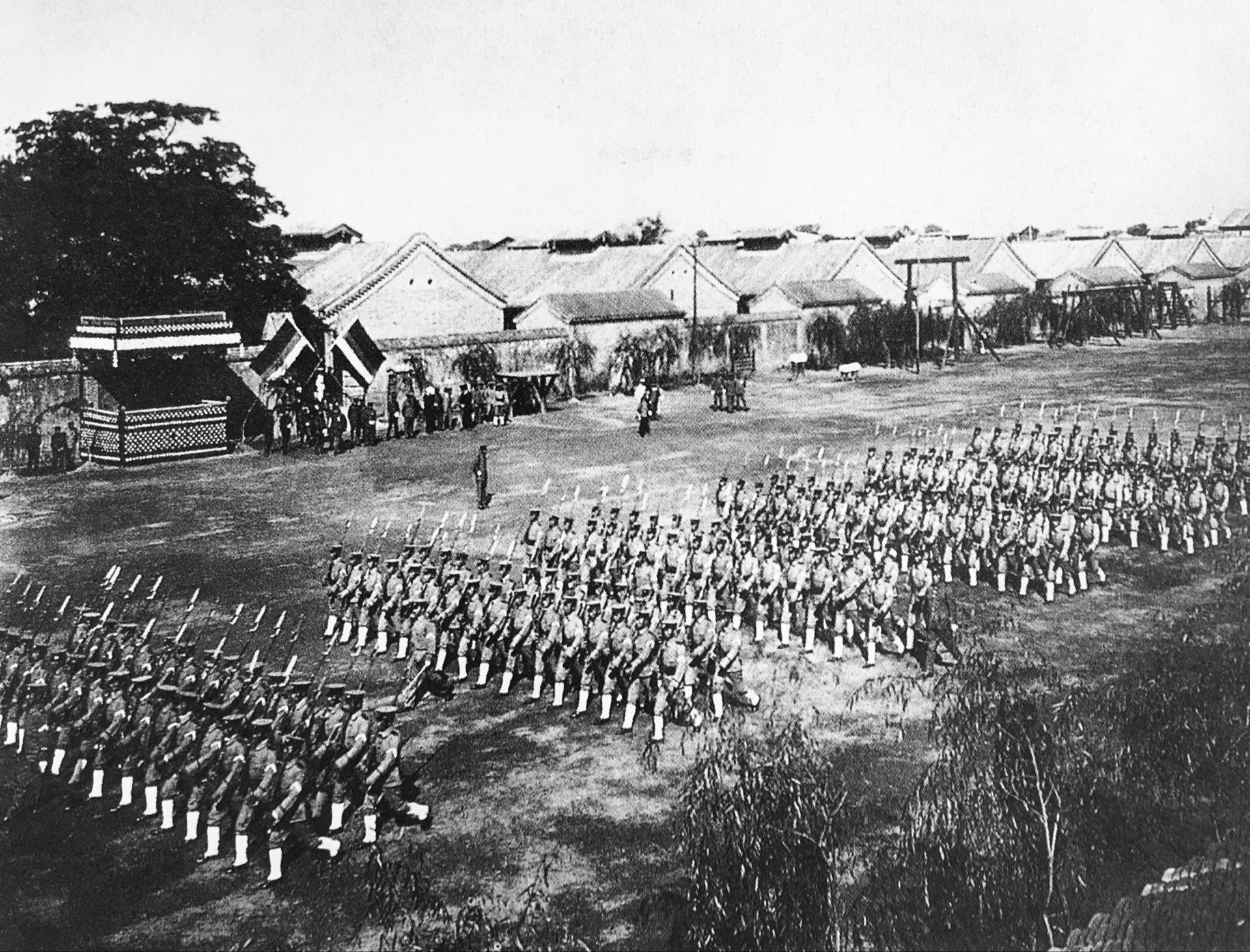
Бэйянская армия

Бэйянская армия (北洋軍) — сухопутная армия империи Цин (в дальнейшем Китайской республики (1912-1928), Китайской империи (1915-1916), создававшаяся с 1895 года и организованная по современному образцу.

## История
После окончания японо-китайской войны цинское правительство решило воссоздать сухопутную армию, организовав её по новому образцу. В армию вошли подразделения бывших войск Ли Хунчжана, сформированные во время Тайпинского восстания и затем служившие в Хуайской армии.
Основой послужили 10 батальонов (营), которые обучались на станции Сяочжань (小站) под Тяньцзинем (天津) под руководством Ху Юйфэня (胡燏棻). Из них была образована армия Динъу (定武軍). В октябре 1895 года Ху Юйфэнь был назначен управляющим (督办) Тяньцзинь-Лутайской железной дороги (津芦铁路). Юань Шикай сменил его на посту командующего новой армией, приняв командование над частями армии Динъу, впоследствии переименованные в Новую Армию (新编陆军). Офицеры в эти части первоначально назначались из числа близких друзей и родственников Юань Шикая, выпускников Бэйянского военного училища и офицеров старой Хуайской армии (淮军). В 1899 году эти формирования вошли в состав армии Увэй (武卫军), составив её правый корпус (武卫右军).
Эти войска, хотя и приняли участие в боях летом 1900 года, но сохранили свою боеспособность, в то время как армия Увэй в целом понесла большие потери. В результате боев 1900 года части бывшей армии Динъу остались единственными боеспособными силами нового образца, сохранившимися у империи Цин.
В 1902 году их переименовали в армию постоянной боевой готовности (常备军), состоящую из 2 дивизий (镇) — левой и правой. Позже их количество увеличили до 3.
В 1904 году было принято решение сформировать новую армию в масштабах всей страны, состоявшую из 36 дивизий, причем по новому плану военного строительства уже 6 из них, носившие номера с 1 по 6, должны были являться войсками постоянной боеготовности. Бэйянской армией (北洋军/北洋軍) первоначально называли 6 дивизий, подчинявшихся провинции цзунду провинции Чжили (直隶总督), являвшемуся по совместительству наместником Северного Китая (北洋通商大臣).
Первоначально эти дивизии размещались в следующих пунктах:
- 1-я дивизия (第一镇) — в районе Пекина (北京) Бэйюань (北苑). Командиры дивизии — Фэншань (凤山), Хэ Цзунлянь (何宗莲).
- 2-я дивизия (第二镇) — в городе Баодин (保定), пров. Чжили. Командиры дивизии — Ван Инкай (王英楷), Чжан Хуайчжи (张怀芝).
- 3-я дивизия (第三镇) — в Чанчунь (长春), Маньчжурия (东北). Командир дивизии Дуань Цижуй (段祺瑞), Цао Кунь (曹锟).
- 4-я дивизия (第四镇) — в городе Тяньцзинь (天津), в Мачанчжэнь (马厂镇). Командир дивизии У Фэнлин (吴凤岭).
- 5-я дивизия (第五镇) — в городе Цзинань (济南), пров. Шаньдун (山东). Командиры дивизии У Чжантунь (吴长纯), Чжан Юнчэн (张永成).
- 6-я дивизия (第六镇) — в районе Пекина Наньюань (南苑). Командиры дивизии (统制) Ван Шичжэнь (王士珍), Чжао Госянь (赵国贤), Дуань Цижуй (段祺瑞).

## Маневры в Чжандэ
Бэйянская армия провела совместно с войсками южных провинций в октябре 1906 года в Чжандэ (彰德) большие маневры, в которых приняло участие более 33 тысяч солдат и офицеров, 5000 коней и 1500 повозок. 20.10.1906 Бэйянская армия выдвинулась к Чжандэ. С 22 по 24 октября шли маневры, а 25.10.1906 состоялся парад.
После маневров Юань Шикай увидел, что маньчжурская знать довольна своей новой гвардией. Под нажимом маньчжуров он был вынужден передать 1, 3, 5 и 6 дивизии в непосредственное управление Министра Армии (陆军部大臣) Теляна (铁良), оставив под своим непосредственным началом только 2 и 4 дивизии. Двор остался доволен таким развитием событий.

## Оппозиция командованию Юань Шикая
По мнению китайского историка Дин Чжунцзяна (丁中江), Юань Шикай редко отправлял кадетов на обучение в Японию, предпочитая, чтобы они проходили практику в Бэйянских войсках. После того, как Юань Шикай провозгласил себя императором, в оппозицию ему встали многие офицеры, которые обучались в Японии. В 1916 году Юань Шикай умер от болезни и оставшаяся без руководства армия превратилась в клику Бэйянских милитаристов (北洋军阀).